# Budismo de Asia oriental

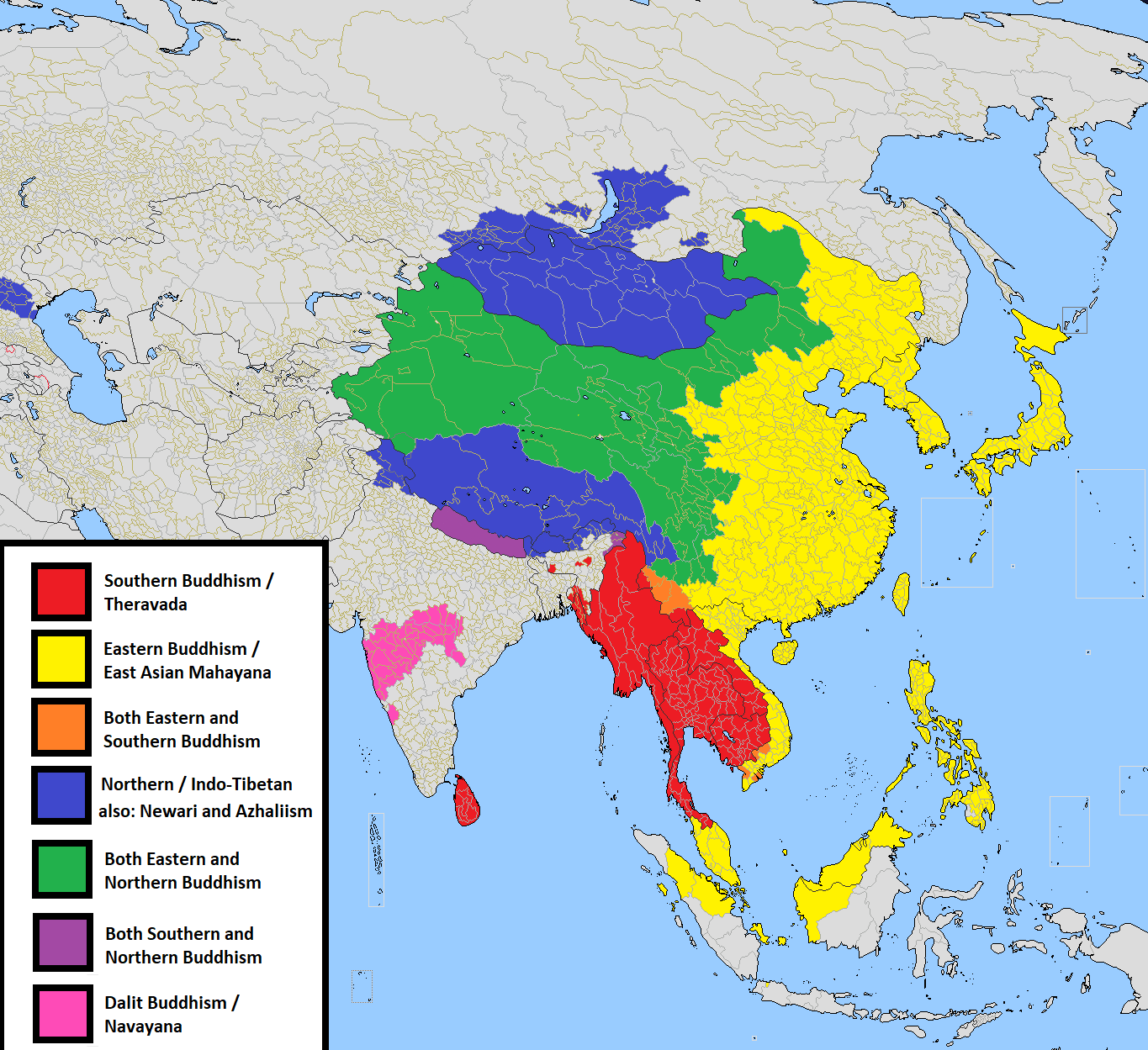
Distribución de las principales tradiciones budistas, Mahayana de Asia Oriental en amarillo.

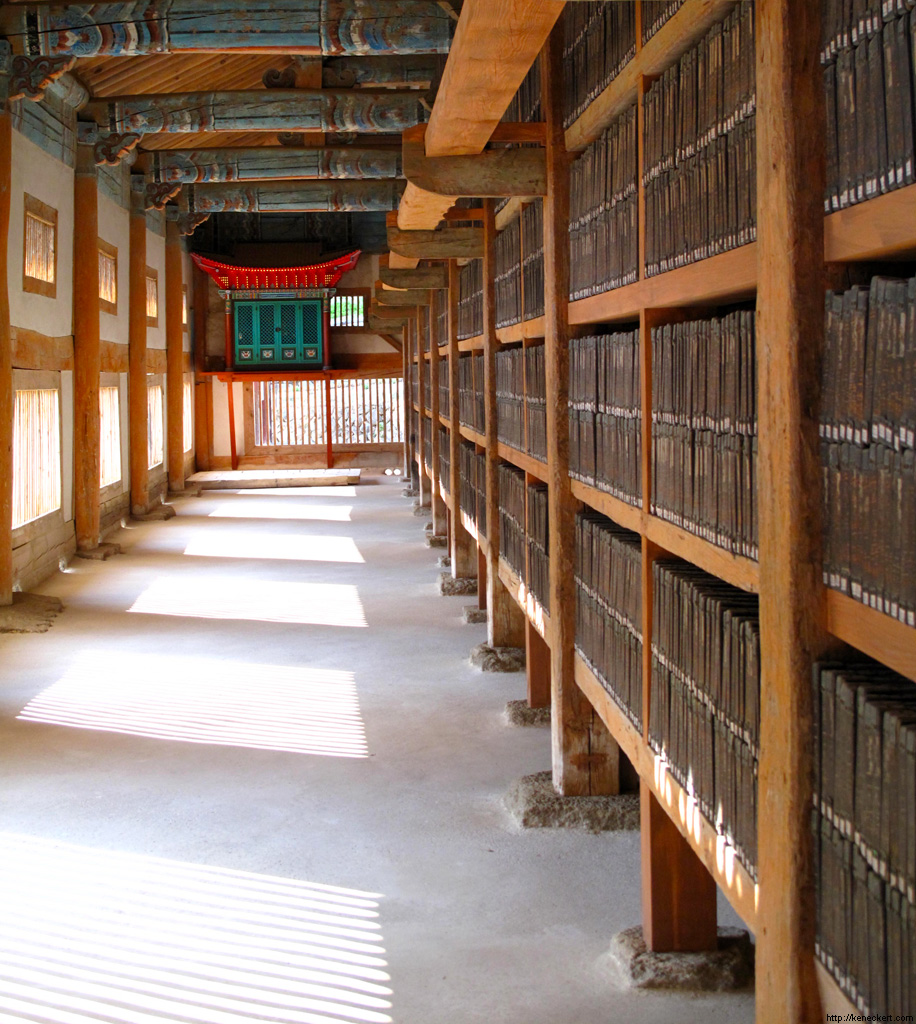
Depósitos de la Tripitaka Coreana, una edición temprana del canon budista chino, en el Templo de Haeinsa, Corea del Sur.

El budismo de Asia oriental o Mahayana de Asia oriental es un término colectivo para las escuelas de budismo Mahāyāna que se desarrollaron en el este de Asia y siguen el canon budista chino. Estos incluyen las diversas formas de budismo chino, budismo japonés, budismo vietnamita y budismo coreano. Además de ser una religión importante en estas cuatro regiones culturales, también es una religión importante en Singapur y Malasia. Los budistas de Asia oriental constituyen el cuerpo numéricamente más grande de las tradiciones budistas en el mundo, y suman más de la mitad de los budistas totales.
Todas las formas de budismo de Asia oriental se derivan de escuelas budistas sinicizadas que se desarrollaron entre la dinastía Han —cuando el budismo se introdujo por primera vez desde Asia Central— y la dinastía Song, y por lo tanto están influenciadas por la cultura y la filosofía chinas. Algunas de las tradiciones más influyentes incluyen el budismo Chan o Zen, el Budismo de la Tierra Pura, Huayan, Tiantai y el Budismo esotérico o Vajrayāna. Estas escuelas desarrollaron nuevas interpretaciones de textos budistas exclusivamente asiáticas y se centraron en el estudio de los sutras Mahayana. Según Paul Williams, este énfasis en el estudio de los sutras contrasta con la actitud budista tibetana, que considera que son demasiado difíciles a menos que se aborden a través del estudio de los tratados filosóficos (shastras).
Los textos del canon chino comenzaron a traducirse en el siglo II y la colección continuó evolucionando durante un período de mil años. La primera edición impresa en madera fue publicada en el 983. La edición estándar moderna es el Taishō Tripiṭaka, producido en Japón, entre 1924 y 1932.
Además de compartir un canon de escritura, las diversas formas de budismo de Asia oriental también han adaptado valores y prácticas propias que no eran prominentes en el budismo indio, como la veneración de los antepasados chinos y la visión confuciana de la piedad filial.
Los monásticos budistas del este de Asia generalmente siguen la regla monástica conocida como el Dharmaguptaka Vinaya. Una excepción importante son algunas escuelas del budismo japonés donde el clero budista a veces se casa, sin seguir el código monástico tradicional o Vinaya. Esto se desarrolló durante la Restauración Meiji, cuando una campaña nacional Haibutsu kishakumcontra el budismo, obligó a ciertas sectas budistas japonesas a cambiar sus prácticas.